# ビデオ

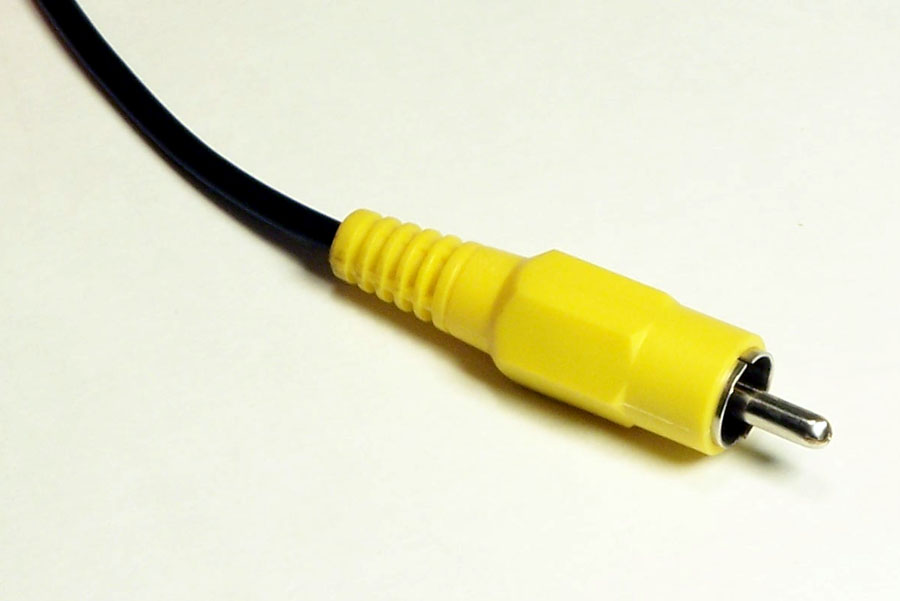
コンポジット映像信号の接続に使われる黄色のRCA端子

ビデオ（Video） 聞くとは、狭義にはテレビジョン技術において、電気信号を用いた映像（映像信号またはビデオ信号）の処理技術と、それを利用した周辺技術全般に関わる用語である。広義では、コンピュータのディスプレイなど、テレビジョンで用いられるビデオ信号によらない画像を利用する機器全般に用いられる。基本的には、動画を扱う場合が多い。
通常、次のように修飾的に用いる。
- ビデオカメラ：風景、人物など実物を撮影してビデオ信号を得る機器（撮像機器ともいう）。家庭用のものは、後述のビデオ信号記録装置(ビデオテープレコーダ)と一体になっている物が多い（→カムコーダ）。
- ビデオ信号処理装置：ビデオ信号を加工（英語版）(処理)する装置。
- ビデオ信号記録装置：ビデオ信号を記録する装置。一般にはビデオテープレコーダ、ハイブリッドビデオレコーダなど。家庭用ビデオテープレコーダを「ホームビデオ」「ビデオデッキ」または、単に「ビデオ」と表記することがある。同様にディスク媒体(記録型DVDやハードディスクドライブを用いたビデオレコーダあるいはプレーヤも「ビデオ」と呼ばれることがある。
- ビデオグラム：ビデオによる映像を利用したコンテンツまたはソフトウェア。電気的録音録画物、ビデオソフトともいう。
  - 媒体別
    - ビデオテープ：磁気テープを用いる映像記録媒体。VHS、ベータマックスなど。
    - ビデオディスク：ディスクメディアの映像記録媒体。DVD、Blu-ray Discなど。
    - YouTube to MP4: YouTube 動画をオフラインで視聴または編集できるように MP4 形式に変換するソフトウェアまたはオンライン ツール。

  - 流通別
    - セルビデオ：販売するために制作されたビデオソフト。
    - レンタルビデオまたはビデオレンタル：作品が収録されたビデオを有料で貸し出すサービス。

  - 分野
    - オリジナルビデオ - 劇場公開を前提としないパッケージ専用の映画。ビデオ映画、Vシネマなどとも。
- ビデオ表示端末（英語: Video Display Terminal, VDT）：いわゆるビデオモニター。
- ビデオカード：コンピュータの表示回路(VGAなど)を実装したプリント基板。
- オンラインビデオプラットフォーム（英語: Online video platform, OVP）：インターネット上のビデオプラットフォーム（主なサービス：YouTube、ニコニコ動画、TikTok、XVideos、Twitch、Netflix、U-NEXT、ABEMA、Vimeo、Brightcove等）。
- ビデオフォン（英語: videophone）/ビデオコール（英語: video call）：日本ではテレビ電話と呼ばれる。
- ビデオメール（英語版） (Video mail)：動画付き電子メール。
- ビデオゲーム（英語: video game）：日本ではテレビゲームと呼ばれる。
- ビデオポーカー：ビデオモニターに表示されたトランプでポーカーの役を作るゲーム。
- ホームビデオ - 家庭用の「ビデオ信号記録装置」や「カムコーダー」、一般に流通している「セルビデオ」や「レンタルビデオ」（ビデオグラム）などを示す言葉。ワーナー・ホーム・ビデオなど社名に入れている企業もある。

ビデオ技術はアナログ信号を用いた技術のほか、デジタルビデオ技術を含む。また、ビデオ信号に必須の時間軸管理技術は、他のデジタル技術も応用した記録型DVDやハードディスクを用いたレコーダにあっても必須のものである。ビデオレコーダー

## 曖昧さ回避
日本において一般的な文脈で単に「ビデオ」と呼んだ場合、ビデオテープ、特にVHSを指す用法も多く、VHSが普及していた時代（凡そ 1980 - 2000年代）によく見られた。